# 1966년 일본 시리즈
1966년 일본 시리즈(일본어: 1966年の日本シリーズ)는 1966년 10월 12일부터 10월 19일까지 열린 일본 프로 야구의 일본 시리즈 경기이다. 센트럴 리그 우승 팀인 요미우리 자이언츠가 총 6차례의 접전을 펼친 끝에 퍼시픽 리그 우승 팀 난카이 호크스를 누르고 4승 2패의 성적을 기록, 2년 연속 8번째 우승을 차지했다.

## 감독
| 소속 리그   | 소속              | 감독              |
| ----------- | ----------------- | ----------------- |
| 센트럴 리그 | 요미우리 자이언츠 | 가와카미 데쓰하루 |
| 퍼시픽 리그 | 난카이 호크스     | 쓰루오카 가즈토   |

## 경기 일정
- 1차전 : 10월 12일
- 2차전 : 10월 13일
- 3차전 : 10월 16일
- 4차전 : 10월 17일
- 5차전 : 10월 18일
- 6차전 : 10월 19일

## 경기 기록
| 일시                                    | 경기   | 원정팀(선공)      | 스코어    | 홈팀(후공)        | 개최 구장     | 개시 시각 | 경기 시간  | 관중수   |
| --------------------------------------- | ------ | ----------------- | --------- | ----------------- | ------------- | --------- | ---------- | -------- |
| 10월 12일(수)                           | 1차전  | 난카이 호크스     | 5 - 12    | 요미우리 자이언츠 | 고라쿠엔 구장 | 13시 00분 | 2시간 52분 | 27,145명 |
| 10월 13일(목)                           | 2차전  | 난카이 호크스     | 5 - 2     | 요미우리 자이언츠 | 고라쿠엔 구장 | 13시 00분 | 2시간 39분 | 27,395명 |
| 10월 14일(금)                           | 이동일 | 이동일            | 이동일    | 이동일            | 이동일        | 이동일    | 이동일     | 이동일   |
| 10월 15일(토)                           | 3차전  | 우천 취소         | 우천 취소 | 우천 취소         | 오사카 구장   | -         | -          | -        |
| 10월 16일(일)                           | 3차전  | 요미우리 자이언츠 | 3 - 2     | 난카이 호크스     | 오사카 구장   | 13시 00분 | 2시간 8분  | 29,978명 |
| 10월 17일(월)                           | 4차전  | 요미우리 자이언츠 | 8 - 1     | 난카이 호크스     | 오사카 구장   | 13시 00분 | 2시간 35분 | 30,178명 |
| 10월 18일(화)                           | 5차전  | 요미우리 자이언츠 | 3 - 4     | 난카이 호크스     | 오사카 구장   | 12시 59분 | 3시간 50분 | 19,791명 |
| 10월 19일(수)                           | 6차전  | 난카이 호크스     | 0 - 4     | 요미우리 자이언츠 | 고라쿠엔 구장 | 13시 00분 | 2시간 14분 | 29,112명 |
| 우승: 요미우리 자이언츠(2년 연속 8번째) |        |                   |           |                   |               |           |            |          |

## 일본 시리즈 경기 결과

### 1차전
- 10월 12일 - 고라쿠엔 구장

| 팀 | 1 | 2 | 3 | 4 | 5 | 6 | 7 | 8 | 9 | R  | H  | E |
| 난카이 | 0 | 0 | 0 | 2 | 0 | 1 | 0 | 0 | 2 | 5  | 7  | 5 |
| 요미우리 | 2 | 0 | 2 | 0 | 4 | 0 | 1 | 3 | X | 12 | 17 | 1 |
| 승리 투수: 조노우치 구니오(1-0) 패전 투수: 와타나베 다이스케(0-1) 홈런: 난카이 – 호리고메 모토아키(4회 1점), 구니사다 야스히로(9회 2점) 요미우리 – 나가시마 시게오(3회 2점) |   |   |   |   |   |   |   |   |   |    |    |   |

### 2차전
- 10월 13일 - 고라쿠엔 구장

| 팀 | 1 | 2 | 3 | 4 | 5 | 6 | 7 | 8 | 9 | R | H | E |
| 난카이 | 2 | 0 | 0 | 0 | 0 | 0 | 2 | 0 | 1 | 5 | 8 | 1 |
| 요미우리 | 0 | 0 | 0 | 0 | 0 | 0 | 0 | 1 | 1 | 2 | 6 | 1 |
| 승리 투수: 와타나베 다이스케(1-1) 패전 투수: 호리우치 쓰네오(0-1) 홈런: 난카이 – 나카지마 히로유키(7회 1점), 고이케 겐지(7회 1점) 요미우리 – 시바타 이사오(8회 1점) |   |   |   |   |   |   |   |   |   |   |   |   |

### 3차전
- 10월 16일 - 오사카 구장

| 팀 | 1 | 2 | 3 | 4 | 5 | 6 | 7 | 8 | 9 | R | H | E |
| 요미우리                                                                                                | 0 | 0 | 0 | 0 | 1 | 1 | 1 | 0 | 0 | 3 | 7 | 0 |
| 난카이                                                                                                  | 0 | 0 | 0 | 0 | 1 | 0 | 1 | 0 | 0 | 2 | 6 | 0 |
| 승리 투수: 조노우치 구니오(2-0) 패전 투수: 와타나베 다이스케(1-2) 홈런: 요미우리 – 오 사다하루(6회 1점) |   |   |   |   |   |   |   |   |   |   |   |   |

### 4차전
- 10월 17일 - 오사카 구장

| 팀 | 1 | 2 | 3 | 4 | 5 | 6 | 7 | 8 | 9 | R | H  | E |
| 요미우리 | 0 | 2 | 0 | 3 | 1 | 0 | 0 | 0 | 2 | 8 | 12 | 0 |
| 난카이 | 0 | 0 | 0 | 0 | 1 | 0 | 0 | 0 | 0 | 1 | 3  | 0 |
| 승리 투수: 가네다 마사이치(1-0) 패전 투수: 미나가와 무쓰오(0-1) 홈런: 요미우리 – 오 사다하루(4회 3점), 야나기다 도시오(5회 1점) 난카이 – 아나부키 요시오(5회 1점) |   |   |   |   |   |   |   |   |   |   |    |   |

### 5차전
- 10월 18일 - 오사카 구장(연장 14회)

| 팀 | 1 | 2 | 3 | 4 | 5 | 6 | 7 | 8 | 9 | 10 | 11 | 12 | 13 | 14 | R | H  | E |
| 요미우리 | 0 | 0 | 0 | 0 | 0 | 0 | 0 | 2 | 0 | 0  | 0  | 0  | 0  | 1  | 3 | 11 | 0 |
| 난카이 | 0 | 0 | 0 | 0 | 0 | 0 | 0 | 2 | 0 | 0  | 0  | 0  | 0  | 2X | 4 | 9  | 0 |
| 승리 투수: 고다 에이조(1-0) 패전 투수: 조노우치 구니오(2-1) 홈런: 요미우리 – 나가시마 시게오(8회 2점) 난카이 – 고이케 겐지(8회 2점), 켄트 하들리(14회 2점) |   |   |   |   |   |   |   |   |   |    |    |    |    |    |   |    |   |

### 6차전
- 10월 19일 - 고라쿠엔 구장

| 팀 | 1 | 2 | 3 | 4 | 5 | 6 | 7 | 8 | 9 | R | H  | E |
| 난카이 | 0 | 0 | 0 | 0 | 0 | 0 | 0 | 0 | 0 | 0 | 5  | 1 |
| 요미우리 | 0 | 0 | 0 | 3 | 0 | 1 | 0 | 0 | X | 4 | 11 | 0 |
| 승리 투수: 마스다 아키오(1-0) 패전 투수: 미나가와 무쓰오(0-2) 홈런: 요미우리 – 시바타 이사오(4회 1점), 구로에 유키노부(6회 1점) |   |   |   |   |   |   |   |   |   |   |    |   |

## 수상 선수
- MVP : 시바타 이사오(요미우리)
- 감투상 : 와타나베 다이스케(난카이)
- 타격상 : 시바타 이사오(요미우리)
- 최우수 투수상 : 조노우치 구니오(요미우리)
- 기능상 : 오 사다하루(요미우리)
- 우수 선수상 : 나가시마 시게오(요미우리)

## 같이 보기
- 1966년 월드 시리즈